# Ian Beale
Ian Beale az EastEnders című sorozat egyik fontos szereplője. Adam Woodyatt játssza, és ő az egyetlen szereplő, aki a sorozat debütálása (1985) óta megszakítások nélkül szerepel az EastEnders-ben. Ian egy vállalkozó, aki egy kávézót és egy gyorsbüfét vezet a történet helyszínén, Walford-ban. A sorozatban számtalan viccelődés forrása Ian sikertelen magánélete négy házasságával (melyből három zátonyra futott).

## Ian gyerekkora
Ian Beale 1985-ben tűnt fel először az EastEnders-ben tizenéves gyerekként. Mivel az első rész óta folyamatosan szerepel a sorozatban, története hosszú és izgalmas. Ian érzékeny és visszahúzódó gyerek volt, aki szakács szeretett volna lenni, apja tiltakozása ellenére. A szülei azt szerették volna, ha átveszi a család zöldségesbódéját a piacon, de Ian többre tartotta magát ennél. Apja szigora miatt nem volt elég önbizalma, és ezért felnőttkorára kisebbségi komplexusa alakult ki.

## Az első három házasság
Ian magánélete katasztrofálisan sikeredett, sosem volt sikere a nőknél, és a házasságai rendre tönkrementek. Első felesége, Cindy Beale megcsalta Ian-t Wicksy-vel, és gyereke is született a kapcsolatból (Steven Beale). Később Iannek is szült két gyereket, Lucy és Peter Beale-t. Cindy 1996-ban bérgyilkost bérelt fel, hogy lelője Ian-t, majd Olaszországba menekült a gyerekeivel. Ian sérülései nem voltak halálosak. Cindy-t azonban sikerült lenyomozni, így börtönbe került. Cindy ekkor terhes volt (természetesen nem Ian-től), és a börtönben belehalt a szülésbe. A gyerek egészségesen megszületett, és Cindy Juniornak nevezték el, de mivel nem Ian lánya volt, ezért nem lett állandó szereplő a sorozatban.
Ian későbbi házasságai sem voltak zökkenőmentesek. Cindy után Mel volt Ian felesége, ám csak csellel, ugyanis azt hazudta Ian, hogy Lucy halálos beteg. Az esküvő után kiderült az igazság, így ebből a házasságból nem lett semmi. Laura lett a harmadik Mrs. Beale, aki eleinte a gyerekekre vigyázott, majd Ian 2001-ben megkérte a kezét. Laura féltékenykedni kezdett, ugyanis Ian csókolózni akart az exfeleségével, Mel-lel. Az sem segített, hogy Laura lett a Beale üzletek főnöke, ezért Ian jelentéktelennek érezte magát. Így végül egy prostituáltnál, Janine Butcher-nél kötött ki. Végül Laura tudomást szerzett erről Ian fiától, Steventől, aki látta Janine-t és Ian-t együtt. Steven aztán Új-Zélandba utazott, és 2007-ig biológiai apjánál, Simon Wicks-nél lakott ott. Laura aztán visszafogadta Ian-t, és megígértette vele, hogy újabb gyereket vállalnak. Ian titokban sterilizáltatta magát, és Laura teherbe esett. Laura megcsalta Ian-t Garry Hobbs-zal, így őt gyanította a gyerek apjának. A gyerek megszületése után kiderült azonban, hogy az apja nem Garry. Laura ezt eltitkolta Ian elől, de 2004-ben Laura leesett a lépcsőn a lakásában, és belehalt. Végül Pat Evans megtalálta Laura fiának, Bobby-nak a születési anyakönyvi kivonatát, és elmondta Ian-nek, hogy ő a gyerek apja. Ian nem sokkal a gyerek első születésnapja után magához vette fiát.

## Viszály Phillel
Ian az évek során sok ellenséget gyűjtött magának, egyszer például el akarta érni, hogy elaltassák Wellard-ot 2004-ben, miután a kutya megharapta őt, de vágya nem teljesült be (bár a kutya meghalt négy évvel később). Ian legnagyobb rosszakarója Phil Mitchell. A viszályuk még 1995-ben kezdődött, amikor Phil benyomta Ian fejét a vécébe, majd feleségül vette Ian anyját, és alkoholfüggőségével lassan tönkretette a nő életét. A két férfi igyekezett megkeseríteni a másik életét. Phil például elérte, hogy Ian térden állva könyörögjön kölcsönért, majd nemet mondott neki, így végül 2000-ben csődbe ment. A gyűlölet fokozódott 2001-ben, amikor kiderült, hogy Ian megtalálta Philt, miután meglőtték, de otthagyta az utcán. 2005 áprilisában Ian elhitette Phillel, hogy megmenti a rendőrségtől, de helyette börtönbe juttatta. Amikor Phil kijött a börtönből, bosszút állt rajta: rákényszerítette, hogy lemondjon az autószerelőműhely (The Arches) tulajdonjogáról, amit Sam Mitchell-től vett.
2006-ban, Kathy halála után Ian magához vette féltestvérét, Bent. Ian nem engedte, hogy a gyerek lássa apját, Philt, ami újabb viszályhoz vezetett. Ben elszökött otthonról, így Phil és Ian rájöttek, hogy nem helyes a viselkedésük. Ian vonakodva megengedte Bennek, hogy apjához költözzön, de beleszólt az életükbe. 2007 áprilisában sikerült Ianéket rábeszélni egy rövid fegyverszünetre. Elvitték a gyerekeiket kempingezni, ami katasztrófába torkollt, miután Phil összetörte az autóját miközben Iannel veszekedtek. A civakodás folytatódott, így egyikük se vette észre, hogy az autó elkezdett legurulni a lejtőn. Ben és Peter az autóban ültek. az autó a tóba csapódott, de Phil kihúzta a gyerekeket a vízből. Peter eszméletlen volt, de Phil mewgmentette az életét: szájon át lélegeztette a fiút. Ian és Phil látszólag kibékültek ezután, bár a béke nem volt hosszú életű: Ian Philt okolta, amiért barátnője, Stella Crawford bántotta Bent. Később további viszály alakult ki Ian és Phil unokatestvérei, Ronnie és Roxy között.

## Fordítás
- Ez a szócikk részben vagy egészben  az   Ian Beale című angol Wikipédia-szócikk fordításán alapul.  Az eredeti cikk szerkesztőit annak laptörténete sorolja fel. Ez a jelzés csupán a megfogalmazás eredetét és a szerzői jogokat jelzi, nem szolgál a cikkben szereplő információk forrásmegjelöléseként.